# Александр Фёдорович (князь микулинский)
Александр Фёдорович (после 1391 — 1435) — князь Микулинский с 1410, старший сын микулинского князя Фёдора Михайловича и Анны Фёдоровны Кошкиной.

## Биография
После смерти в 1410 году отца вместе с младшим братом Фёдором получил Микулинский удел. Но неизвестно, как именно был разделён удел между ними.
О правлении Александра известно мало. В летописях он упомянут только один раз — в 1412 году в связи с браком Марии, дочери великого князя ярославского Ивана Васильевича Большого.
Умер Александр в 1435 году. Его удел был разделён между двумя сыновьями. Борис получил Микулин, а Фёдор — Телятево, ставшее центром особого удела — Телятевского княжества.

## Брак и дети
Жена: с 1412 Мария, дочь великого князя ярославского Ивана Васильевича Большого. Дети:
- Борис (ум. до 1477), князь микулинский с 1435
- Фёдор (ум. после 1437), князь телятевский с 1435